# Madaka
Madaka Garre est une localité du Cameroun située dans l'arrondissement de Bogo, le département du Diamaré et la région de l’Extrême-Nord. Elle fait partie du lawanat de Madaka.

## Population
En 1975, la localité comptait 568 habitants, dont 548 Peuls et 20 Massa. À cette date, elle était dotée d'une école publique à cycle complet. Un marché hebdomadaire s'y tenait le mardi.
Lors du recensement de 2005, on y a dénombré 1 001 personnes.

## Éducation
La communauté éducative de l'école de Madaka fut le sujet du mémoire de Yasmine Charara, de l'Université du Québec à Montréal, qui argumente que : «À Madaka, un village de la province de l'Extrême-Nord du Cameroun, la communauté rejette l'école publique. Elle lui attribue très peu d'utilité pour l'éducation des enfants de la région. Les enfants sont très peu à fréquenter l'école primaire de Madaka et les parents encore moins nombreux à participer aux réunions de cette école.»